# David Stone (kouzelník)
David Stone (* 14. srpna 1972 Eaubonne) je francouzský komediant, spisovatel a ceněný kouzelník v oboru mikromagie.

## Životopis
David Stone se narodil 14. srpna 1972 ve francouzském městě Eaubonne. V 19 měl možnost se setkat s ilusionismem prostřednictvím svého kamaráda. Ve 23 letech vyhrál hlavní cenu kouzelnického festivalu Diavol (Mistrovství Francie). Ve 24 letech získal ocenění Gold Dove (v mikromagii) na Mistrovství Evropy organizovaném ve Francii. Ve stejném roce zvítězil ve Velké ceně Jižní Ameriky v Las Tunas na Kubě.
V roce 1995 David potkal francouzského kouzelníka Stéphane Jardonneta, který mu pomohl s produkcí prvního výukového videa (Basic Coin Magic vol.1). Toto video bylo první francouzské DVD prodávané i v Americe[zdroj⁠?!]: prodalo se 28 000 kopií ve 40 zemích světa.
Po vystudování filozofie na Amienské univerzitě se David rozhodl, že se stane profesionálním kouzelníkem. V Saint-Tropez začal vystupovat v nejprestižnějších restauracích.[zdroj⁠?!] Stal se uznávaným kouzelníkem.[zdroj⁠?!] Od roku 1999 začal pořádat semináře na téma table-hopping (profesionální kouzelnictví u stolu) na kouzelnických festivalech ve více než 19 zemích a stal se jedním z nejznámějších francouzských kouzelníků v cizině.
V roce 2003 byl zvolen jako "Nejcennější kouzelník" na FFFF convention, nejuznávanějším setkání kouzelníků a mikromagiků.
Jeho kniha z roku 2005 Close-up: The real secrets of magic byla vyprodána během 2 týdnů a DVD se stejným názvem bylo nominováno jako Nejlepší DVD roku 2006 – za 13 měsíců bylo prodáno více než 14 000 kopií.
V srpnu 2006 obsadil David třetí místo na Mistrovství Světa moderní magie (FISM) ve švédském Stockholm a v dubnu 2008 získal ocenění Nejlepší kouzelník roku 2008
V roce 2010 zvolila FFFF convention Davida Stonea „Čestným hostem FFFF 2012“. Stal teprve druhým francouzským kouzelníkem, který dostal toto oceněni.

## Filmografie
- Basic coin magic (1995) - Stéphane Jardonnet Productions
- Génération Imagik Vol. 2 (1996) - Joker Deluxe Productions
- Coin Magic Vol. 2 (1997) - Stéphane Jardonnet Productions/David Stone
- David Stone’s fabulous close-up lecture (1999) - International magic
- Quit smoking (2001) - Magic Boutique
- Live in Boston (2002)- MagicZoom Entertainment
- Best of the best Vol. 11 (2003) - International Magicians Society
- Best of the best Vol. 12 (2003) - International Magicians Society
- Best of the best Vol. 13 (2003) - International Magicians Society
- Live at FFFF (2004)- MagicZoom Entertainment
- The real secrets of magic Vol. 1 (2006) - MagicZoom Entertainment/Close-up Magic
- The real secrets of magic Vol. 2 (2007) - MagicZoom Entertainment/Close-up Magic
- Cell (2008) - MagicZoom Entertainment/Bonne Nouvelle Production
- Window (2009) - MagicZoom Entertainment/Close-up Magic
- The Real Secrets of David Stone (2010) - MagicZoom Entertainment/Close-up Magic
- Tool (2011) - MagicZoom Entertainment
- Reel magic (2012) - issue 30 - Kozmo Magic